# トランシコエロセラス
トランシコエロセラス（学名 : Transicoeloceras）は、前期ジュラ紀のトアルシアン期（Bifronsからlower Gradatusアンモナイト帯）に生息していたアンモナイトの属。カタコエロセラスのシノニムされることもある。化石はハンガリー、イタリア、フランス、スペイン南部、南アメリカで発見された。メソダクティリテスから進化した。

## 概要
本属のアンモナイトは殻が小さかった。渦は伸開線状からsphaerocone状のものだった。丸みを帯びた殻の断面は、房錐の部分で最大幅を持つ。細かい肋は単一、または分岐しており、結節もあった。